# Stephen F. Austin
Stephen Fuller Austin (* 3. November 1793 im Wythe County, Virginia; † 27. Dezember 1836 in Columbia, heute West Columbia, Texas) war der Gründer der Republik Texas.

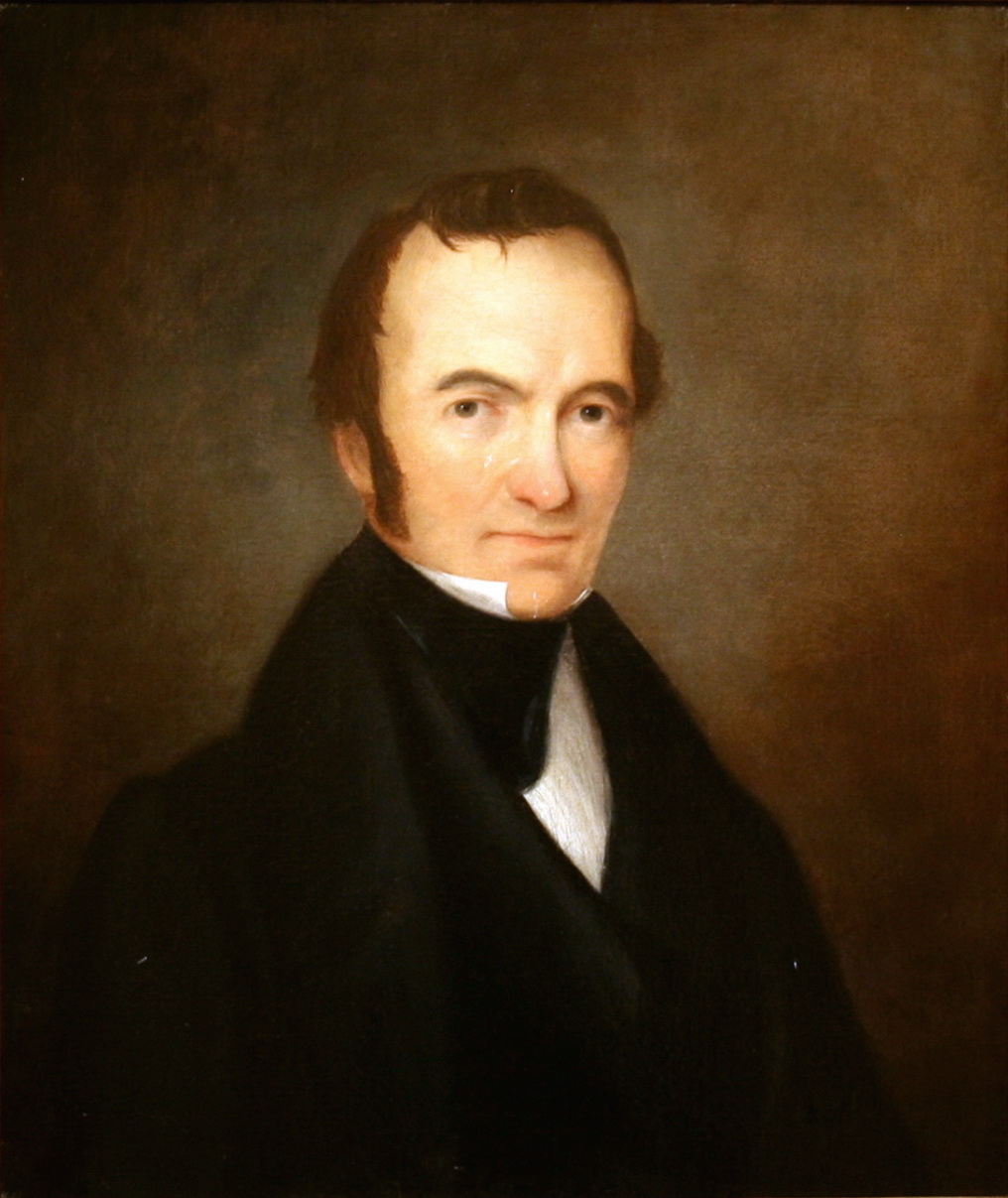
Stephen Fuller Austin

## Leben und Wirken
Stephen Austin wuchs in Missouri auf. Sein Vater Moses Austin bat 1820 die spanischen Behörden um Erlaubnis, in Texas eine Kolonie gründen zu dürfen. Er konnte seine Idee nicht mehr verwirklichen, weil er bereits im folgenden Jahr an Lungenentzündung starb. Nun trat sein Sohn Stephen für den Plan ein. Dieser hatte die Transylvania University in Kentucky besucht und nach seinem Abschluss als Verwalter im Bergwerk seines Vaters gearbeitet. Dann war er Richter an einem Bezirksgericht, bevor er nach Texas ging, um dort die Idee seines Vaters zu verwirklichen und eine Siedlung zu gründen.
Inzwischen war 1821 der Mexikanische Unabhängigkeitskrieg beendet worden; Mexiko, zu dem Texas gehörte, war jetzt von Spanien unabhängig. 1823 wurden Austin von den mexikanischen Behörden die Rechte auf das inzwischen mit ca. 300 Familien besiedelte Land übertragen. Im Jahre 1830 war die amerikanische Bevölkerungszahl auf ca. 20.000 Menschen angestiegen; die Mexikaner befürchteten die Machtübernahme der zugewanderten Amerikanos. Präsident Andrew Jackson machte der mexikanischen Regierung das Angebot, Texas für 5 Millionen Dollar zu kaufen, doch die Mexikaner wiesen dieses Angebot zurück.
1832 übernahm General Antonio López de Santa Anna (1794–1876) die Regierung als Diktator von Mexiko. 1833 ging Austin nach Mexiko-Stadt, um mit Santa Anna zu verhandeln; bei seiner Rückkehr wurde er von den Mexikanern verhaftet. Erst 1835 kam er wieder frei. Die Beziehungen zu Mexiko wurden immer gespannter, bis es dann zum erwarteten Zusammenstoß kam. Als die den Einwanderern eingeräumten Rechte durch eine neue Verfassung aufgehoben wurden, brach ein offener Aufstand der Amerikaner aus. Am 23. Februar 1836 begann die Belagerung von Alamo durch rund 7000 Mexikaner. Diese endete mit einer amerikanischen Niederlage, wobei fast alle kämpfenden amerikanischen Verteidiger (unter ihnen Jim Bowie, Davy Crockett und William B. Travis) umkamen.
Dem von Austin zum Oberbefehlshaber der „Texanischen Armee“ ernannten Sam Houston gelang am 21. April 1836 der entscheidende Sieg über die Truppen Santa Annas in der Schlacht von San Jacinto, und Texas wurde unabhängige Republik. Sam Houston wurde kurz darauf erster Präsident der Republik, wobei sich auch Austin um dieses Amt bemüht hatte, bei der Wahl jedoch unterlegen war. Wenig später wurde er von Houston zum ersten Außenminister (Secretary of State) der neuen Republik ernannt, doch Austin übte dieses Amt nur zwei Monate lang aus. Er starb im selben Jahr am 27. Dezember 1836 an einer Lungenentzündung und wurde in Columbia beigesetzt. Ihm zu Ehren wurde 1838 die texanische Stadt Waterloo in Austin umbenannt und im Jahr darauf zur Hauptstadt erklärt. Das texanische Austin County trägt ebenfalls seinen Namen. Zudem ist er Namensgeber des Mount Austin in der Antarktis.
Stephen F. Austin war Freimaurer und Mitglied der texanischen Holland Lodge No. 1 und der Louisiana Lodge No. 109.